# Zvuk knjige
"Zvuk knjige" je projekt kojeg su pokrenuli Sascha Klobučar i Udruga Slijepih Sisak u zajedničkoj suradnji 2002. godine. Projekt je osmišljen kao pomoć slijepoj i slabovidnoj djeci u lakšem svladavanju školske lektire. Dječje i lektirne knjige se snimaju u svom izvornom ili dramatiziranom obliku te se snimaju na CD i besplatno distribuiraju svoj slijepoj i slabovidnoj djeci u Hrvatskoj. Od 2002. do 2005. snimljeno je 12 takvih naslova koji uključuju i naslove iz hrvatske kulturne baštine poput Ivane Brlić-Mažuranić i one svjetske poput H.C. Andersena i braće Grimm, ali jednako tako i narodne pripovjesti nepoznatih autora.